# Batalha de Agua Dulce
A Batalha de Agua Dulce ocorreu cerca de 42 km ao sudoeste de San Patricio em 2 de março de 1836 entre o Exército Mexicano e insurgentes texianos, como parte da Revolução do Texas. Em fevereiro de 1836, general mexicano José de Urrea levou um contingente de tropas ao longo da costa do Texas, com a intenção de, eventualmente, retomar Goliad. Depois de derrotar um pequeno grupo de texanos em San Patricio, Urrea aprendi que o restante do grupo estava em seu caminho de volta para San Patricio após a captura de cavalos selvagens. Urrea e 60 soldados de cavalaria esperava em emboscada na manhã do dia 2 de março. Após uma breve batalha, o corpo principal das tropas texanas e Tejano foram derrotados. O comandante dessas tropas, Dr. James Grant, e um segundo homem que escapou da batalha e foram perseguidos por 11 km antes de ser forçado a render. Grant foi morto, assim como os outros 11 homens sob seu comando. Seis texanos foram feitos prisioneiros; contrariando ordens de Antonio López, Urrea não executa os prisioneiros, mas em vez disso enviou-os para a prisão em Matamoros. Um adicional de seis texanos escaparam, cinco deles morreram mais tarde no Massacre de Goliad.

## Antecedentes
A Revolução do Texas começou em 2 de outubro de 1835. Até dezembro, todos os soldados mexicanos tinham sido expulsos da província. O Conselho Geral do Texas autorizou a expedição de Matamoros para tomar Matamoros, no interior do México. O Conselho Geral deu alternadamente comando da expedição a James Fannin e Frank W. Johnson. O governador em exercício, Henry Smith, enviou o General Sam Houston para tentar impedir a campanha.
Houston calmamente apontou as dificuldades que enfrentam os soldados em Matamoros, e muitos soldados desertaram. Fannin escolheu para voltar para presidio La Bahía em Goliad, deixando cerca de 150 homens com Johnson em Refugio. Johnson comando compartilhado com seu parceiro de negócios, James Grant. Eles marcharam com suas tropas por 80 km ao sul de San Patricio, ainda mais de 160 km para Matamoros. Ao final de fevereiro, deserções tinha trazido seu número para menos de 100 homens.
O presidente mexicano Antonio López de Santa Anna estava determinado a acabar com a agitação. Em dezembro de 1835, Antonio López havia reunido 6.019 soldados em San Luis Potosí. Antonio López pretendia marchar a maioria das tropas através do centro do Texas para retomar San Antonio de Bexar. General José de Urrea conseguiria a segunda frente de guerra, com o objetivo de retomar presidio La Bahía em Goliad. Em 17 de fevereiro de 1836, Urrea e 550 soldados cruzaram o Rio Grande em Matamoros.

## Prelúdio
No final de fevereiro, Grant levou 26 homens para caçar cavalos selvagens. Johnson permaneceu em San Patricio com cerca de 34 homens, divididos em cinco grupos. Nas primeiras horas de 27 de fevereiro de Urrea ataca San Patricio. Os texanos foram rapidamente derrotados, com muitos, incluindo Johnson, fugindo da área. Urrea, em seguida, enviou olheiros para encontrar pequeno grupo de Grant.
Sem saber do destino de Johnson, Grant e seu partido começaram a sua marcha para o norte a San Patricio, conduzindo um rebanho de centenas de mustangs capturados com eles. Urrea tinha aprendido de seus movimentos, e na manhã do dia 2 de março, ele levou com cerca de 60 homens de cavalaria para interceptar os texanos.

## Batalha
Cerca de 42 km ao sul de San Patricio, perto de Agua Dulce Creek, a cavalaria mexicana tomou cobertura em bosques de árvores. Grant, Ruben Brown, e Plácido Benavides cavalgou 800m, à frente do corpo principal dos texanos e não viu sinais dos soldados mexicanos.
Como os restantes dos texanos chegou às árvores, a cavalaria mexicana atacou. Tomado completamente inconsciente, muitos dos texanos foram mortos antes que eles foram capazes de levantar suas armas. Ao ouvir os tiros, Grant ordenou Benavides e um morador local, que estava familiarizado com o campo, a viajar para Goliad para avisar Fannin da proximidade do exército mexicano. Grant e Brown voltaram. Quando se aproximaram, no entanto, eles perceberam que a batalha estava quase no fim, com a maioria dos texanos já mortos. Uma lança mexicana matou o cavalo de Brown, mas ele conseguiu montar com segurança outro cavalo. Nessa época, os cavalos selvagens correram e, na confusão, Grant e Brown conseguiram escapar. De acordo com a lembrança depois de Brown, tanto de seus cavalos foram feridos como soldados mexicanos feridos depois deles.
Soldados mexicanos prontamente deu a perseguição. Embora alguns chamados para os texanos a se render, Grant e Brown contiaram a fugir. Depois de 11 km, o dupla foi cercado e desarmada. Grant matou um soldado mexicano que lançou uma lança através do braço de Brown. Isso fez dele o alvo dos outros soldados, e ele morreu depois de ser perfurado várias vezes. Brown se rendeu e foi levado para o cativeiro.

## Consequência
Embora Urrea informou que 41-43 texanos foram mortos, os historiadores acreditam que apenas 12 texanos morreram. Seis texanos foram feitos prisioneiros. Apesar das ordens do presidente mexicano Antonio López de Santa Anna que todos os texanos capturados devem ser executados, Urrea poupou aqueles que se renderam. Os homens foram escoltados para uma prisão em Matamoros. Um adicional de seis texanos escapou. Cinco deles se juntou a guarnição de Fannin em Goliad e depois foram mortos no Massacre de Goliad. Não há relatos de perdas mexicanas, embora pelo menos um soldado mexicano é pensado para ter morrido. Depois da batalha, os soldados mexicanos arredondado para cima os cavalos que os texanos tinham sido reunindos e os manteve vivos.
Segundo o historiador Stephen Hardin, esta batalha provou que os texanos não lutaram bem em pradarias abertas. A notícia da iminente chegada de Urrea preocupado Fannin, que temiam que Antonio López levaria suas tropas a partir de San Antonio de Bexar para Goliad, essencialmente prendendo Fannin e seus homens entre os dois ramos do exército mexicano. Fannin escreveu ao governador em exercício, James W. Robinson, "Eu sou melhor juiz das minhas capacidades militares do que os outros, e se eu estou qualificado para comandar um exército, eu não encontrei-o." O governo do Texas Sam Houston nomeado o novo comandante-em-chefe em 4 de março, mas Fannin instruídos a "use seu próprio critério para permanecer onde está ou a recuar, como você pode pensar que o melhor para a segurança dos voluntários bravos sob o seu comando, e os frequentadores da milícia".